# Backe kommunala realskola
Backe kommunala realskola var en kommunal realskola i Backe verksam från 1952 till 1969.

## Historia
Skolan föregicks av en högre folkskola som ombildades till en kommunal mellanskola 1 januari 1952 som i sin tur ombildades till kommunal realskola 1 juli 1952.
Realexamen gavs från 1952 till 1969.
Skolbyggnadens första del stod klar 1952 och slutfördes 1960 och används efter realskoletiden av Fjällsjöskolan. 